# Floricomus tallulae
Floricomus tallulae là một loài nhện trong họ Linyphiidae.
Loài này thuộc chi Floricomus. Floricomus tallulae được Ralph Vary Chamberlin & Wilton Ivie miêu tả năm 1944.